# Колесников, Антон Михайлович
Антон Михайлович Колесников — советский военный деятель, генерал-лейтенант.

## Биография
Родился в 1918 году в слободе Большая Мартыновка. Член КПСС.
С 1936 года — на военной службе, общественной и политической работе.
Участник Великой Отечественной войны: начальник штаба, командир 592-го стрелкового полка 203-й Запорожско-Хинганской орденов Красного Знамени и Суворова II степени стрелковой дивизии.
После войны — на штабных командных должностях в Советской Армии.
В 1967—1969 гг. — первый заместитель начальника штаба Северной группы войск.
В 1969—1973 гг. — начальник штаба Сибирского военного округа.
В 1973—1976 гг. — первый заместитель начальника Военной академии тыла и транспорта.
В отставке с 1976 года.
Умер в 2008 году.